# Роу против Вејда
Роу против Вејда (енгл. Roe v. Wade) је назив процеса пред Врховним судом Сједињених Америчких Држава, у којем је Суд донио пресуду којом је закон савезне државе Тексас који је забрањивао абортус стављен ван снаге, јер је, по пресуди суда, у супротности са Уставом Сједињених Америчких Држава. Ова пресуда није укинула само закон у Тексасу, него и све сличне законе широм САД. 
Врховни суд је у својој пресуди подијелио период трајања трудноће на три дијела, и у зависности од тога прописао шта државе могу регулисати у различитим периодима трудноће:
- Током прва три мјесеца савезне државе не могу забранити абортус, већ одлуку о абортусу морају оставити трудној жени.
- Током друга три мјесеца државе могу забранити или регулисати абортус, уколико је то потребно ради очувања живота труднице.
- У последњем тромјесечју трудноће државе могу регулисати или чак забранити абортус у интересу очувања пренаталног живота, осим ако је абортус неопходан ради очувања живота мајке.

Иако је пресуда донесена уз противљење само двојице од девет судија суда, постала је једна од најконтроверзнијих пресуда које је овај суд икада изрекао. Многе организације и удружења формирана су како би се борили за укидање ове пресуде, док с друге стране постоје бројне организације које јавно подржавају пресуду. Јавност је по овом питању такође подијељена.